# Carex radfordii
Carex radfordii är en halvgräsart som beskrevs av Gaddy. Carex radfordii ingår i släktet starrar, och familjen halvgräs. Inga underarter finns listade i Catalogue of Life.